# ZX Interface 1

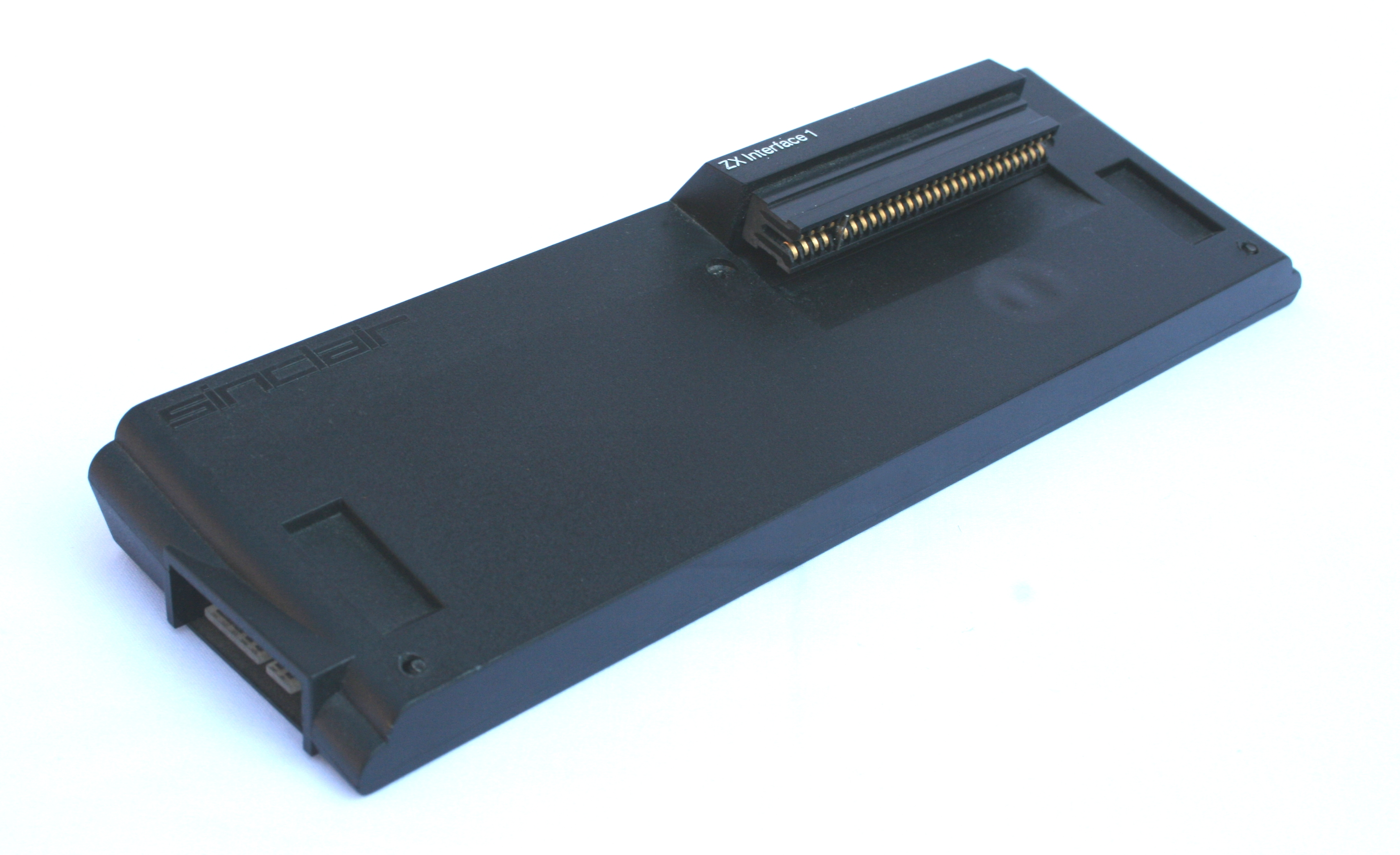
ZX Interface 1

ZX Interface 1 − zewnętrzny interfejs dla komputerów ZX Spectrum dodający obsługę pamięci taśmowej ZX Microdrive, portu szeregowego RS232 i sieci lokalnej. Stworzony przez Sinclair Research na początku lat 80. XX wieku.
Wprowadzony do sprzedaży w roku 1983 w cenie 49,95 GBP. Jeśli był kupowany wraz z ZX Microdrive cena była niższa i wynosiła 29,95 GBP. Od marca 1985 dostępny był zestaw ZX Spectrum Expansion System za 99,95 GBP. Zawierał ZX Interface 1, napęd ZX Microdrive i 4 kasetki (3 z oprogramowaniem i jedną czystą).

## Budowa
ZX Interface 1 podłącza się do portu rozszerzeń ZX Spectrum w taki sposób, że jest on podstawką dla komputera. Urządzenie posiada zdublowany port rozszerzeń ZX Spectrum, przez co nadal jest możliwe podłączanie innych urządzeń wymagających dostępu to tego portu.
Posiada 8 KiB pamięci ROM która zawiera procedury obsługi ZX Microdrive, portu szeregowego, sieci i rozszerza BASIC o dodatkowe słowa kluczowe.
Ze względu na różnice w budowie nie jest możliwa współpraca z ZX Spectrum+2 i ZX Spectrum+3 produkowanych przez firmę Amstrad.

### ZX Microdrive

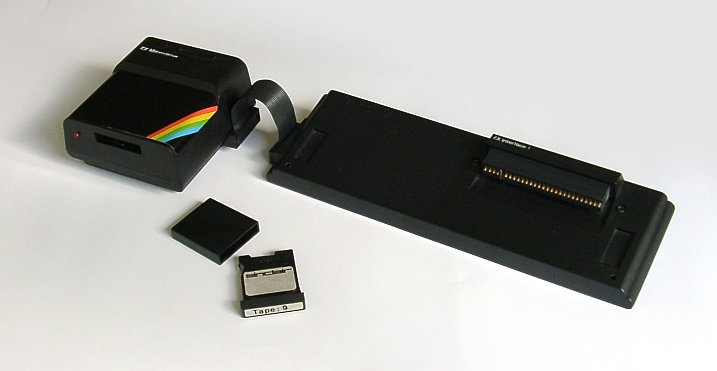
Interfejs z podłączonym napędem ZX Microdrive

Interfejs jest kontrolerem napędów ZX Microdrive. Możliwe jest podłączenie szeregowo do 8 napędów. Dane przesyłane są z prędkością 16 KiB/s.

### RS232
Port szeregowy może transmitować dane z maksymalną prędkością 19200 bps.
Obsługa jest realizowana programowo, przez co mogą wystąpić problemy z odbiorem danych przy wyższych prędkościach. W urządzeniu znajduje się standardowe gniazdo DB9.

### Sieć
Umożliwia przesyłanie danych między urządzeniami i dzielenie zasobów takich jak drukarka lub napęd ZX Microdrive. Jeden komputer może pełnić rolę serwera który musi mieć zawsze identyfikator 64.
Możliwe jest podłączenie do 64 komputerów ZX Spectrum w sieć. Interface posiada dwa gniazda mini–jack do podłączania okablowania.
Przesyłanie danych do wszystkich urządzeń na raz (broadcast) jest możliwe jeśli adres docelowy jest równy 0.
Ten sam protokół używany był w komputerach Sinclair QL. Z powodu różnic w przebiegach czasowych w praktyce nie było możliwe połączenie ZX Spectrum i Sinclair QL.